# António Manuel Andrade e Silva

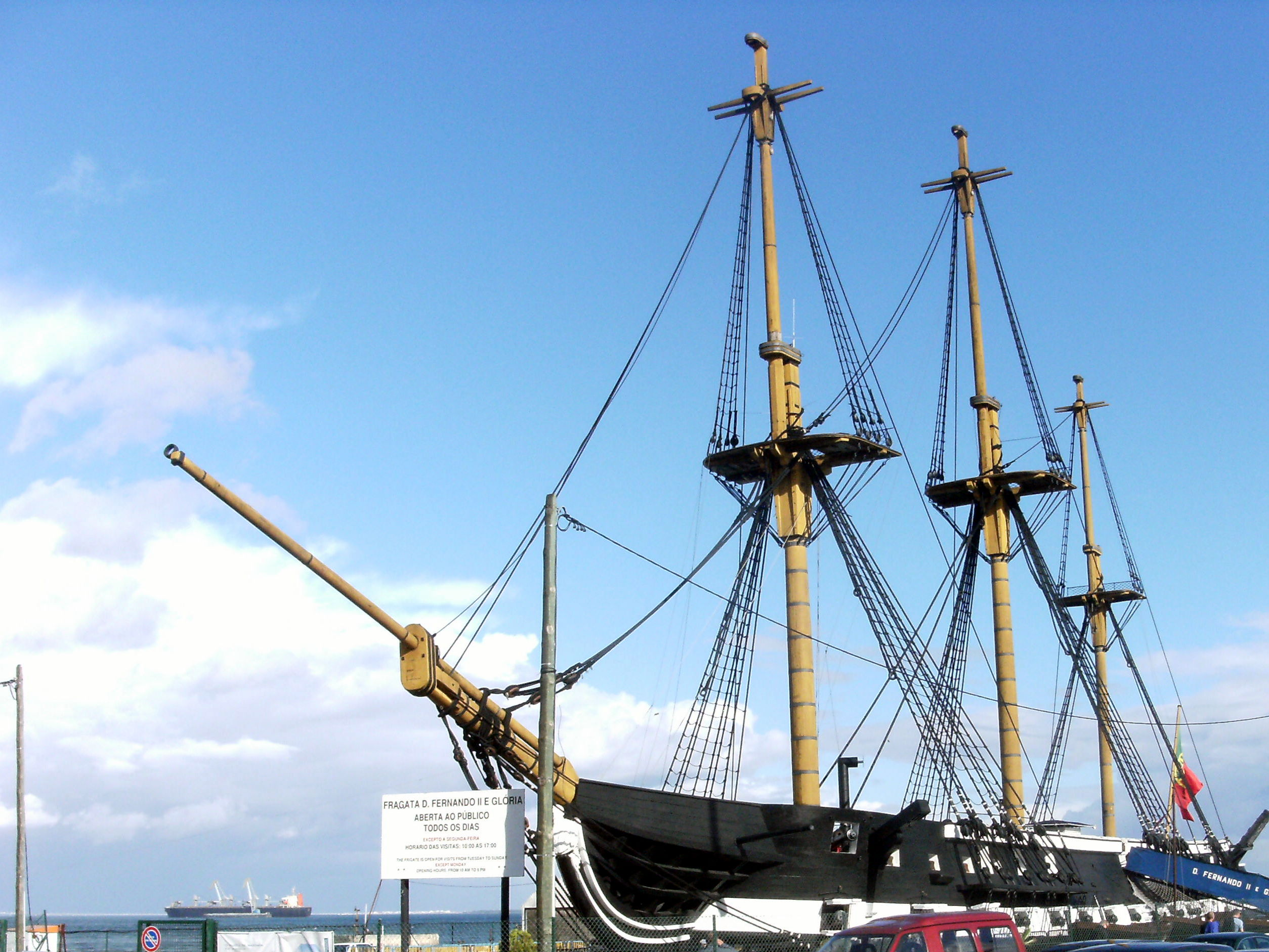
Fragata Dom Fernando II e Glória

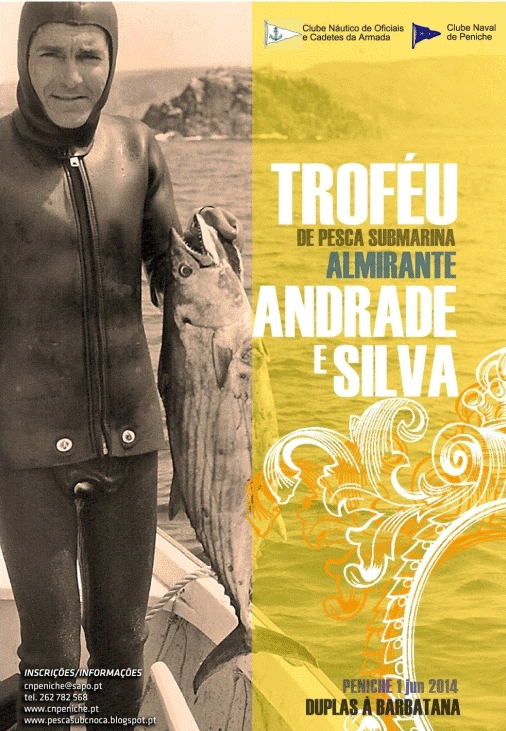
Troféu de Pesca Submarina Almirante Andrade e Silva

## Biografia
Nasceu na Horta, Açores.
Nomeado Chefe do Estado Maior da Armada (de 18 de janeiro de 1988 a 03 de março de 1991) .

## Condecorações
- Condecoração com o Grau de Comendador da Ordem Militar de Avis, com Decreto de concessão de 21 de agosto de 1950, publicado em D.G. de 14 de outubro de 1950
- Condecoração com o Grau de Grande-Oficial, com Decreto de concessão de 25 de junho de 1960
- Cruz de cristo
- Serviços distintos ouro com palma
- Servicos distintos ouro
- Servicos distintos
- Merito militar
- Comportamento exemplar

## Fragata Dom Fernando II e Glória
Foi o "grande responsável pela iniciação do processo de reconstrução do navio"  Fragata Dom Fernando II e Glória

## Homenagens
- «Troféu Caça Fotográfica Almirante Andrade e Silva)»
- «Homenagem ao Almirante Andrade da Silva e Inauguração do Clube Naval de Peniche»

## Fotografias Arquivo Histórico
- https://arquivohistorico.marinha.pt/viewer?id=16056&FileID=12178
- https://arquivohistorico.marinha.pt/viewer?id=16057&FileID=11202
- https://arquivohistorico.marinha.pt/viewer?id=16057&FileID=11269
- https://arquivohistorico.marinha.pt/viewer?id=16059&FileID=11462
- https://arquivohistorico.marinha.pt/viewer?id=16062&FileID=11699
- https://arquivohistorico.marinha.pt/viewer?id=16064&FileID=11947